# Zsombor Berecz
Zsombor Berecz, né le 26 avril 1986 à Budapest, est un marin hongrois qui participe notamment à l'épreuve de voile des Jeux olympiques en 2008, 2012, 2016 et 2020.

## Palmarès
En Laser, il termine 29e aux Jeux olympiques de 2008 et 21e aux Jeux olympiques de 2012. 
En Finn, il se classe 12e aux Jeux olympiques de 2016 et remporte la médaille d'argent aux Jeux olympiques de 2020.